# فن نيوزيلندا

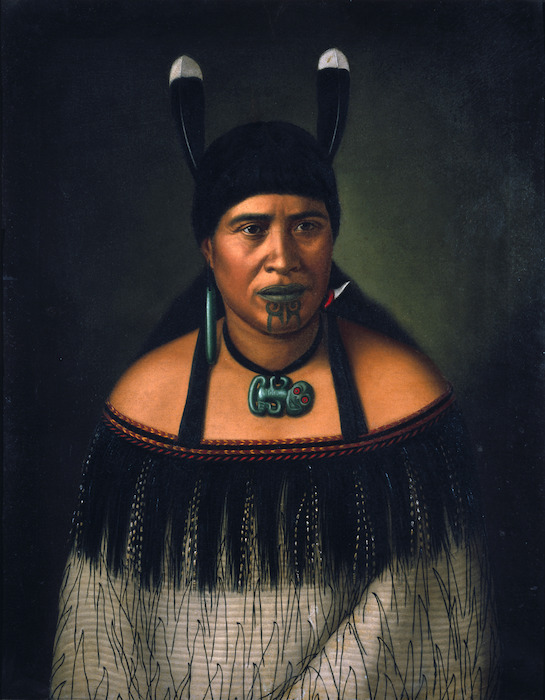
بورتريه لهينباريه بريشة غوتفريد لينداور (1890).

يتكون فن نيوزيلندا من الفنون المرئية والبلاستيكية (بما في ذلك الهندسة المعمارية والأعمال الخشبية والمنسوجات والخزفيات) التي نشأت من نيوزيلندا. تشمل مصادر الفن تقاليدًا مختلفة: فن الماوري الأصلي، وفن المستوطنين الأوروبيين الأوائل (أو الباكيها)، والمهاجرين اللاحقين من دول المحيط الهادئ وآسيا وأوروبا. بسبب العزلة الجغرافية لنيوزيلندا، اضطر العديد من الفنانين في الماضي إلى مغادرة الوطن لكسب العيش. ازدهرت الفنون المرئية في العقود الأخيرة من القرن العشرين، حيث أصبح العديد من النيوزيلنديين أكثر تطورًا من الناحية الثقافية.

## فن ما قبل التاريخ
يمكن العثور على رسومات الفحم على الملاجئ الصخرية من الحجر الجيري في وسط الجزيرة الجنوبية، مع أكثر من 500 موقع ممتد من كايكورا إلى شمال أوتاغو. يقدر عمر تلك الرسوم بما بين 500 و800 عام، وتصور حيوانات وبشر ومخلوقات أسطورية، كانت على الأرجح أشكالًا تجريدية للزواحف. بعض الطيور المصورة هي كائنات منقرضة، بما في ذلك طائر الموا وصقر هاآست. رُسِموا من قبل الماوري المبكرين، لكن بحلول الوقت الذي وصل فيه الأوروبيون، لم يكن السكان المحليون على دراية بأصول الرسومات.

## فن الماوري التقليدي

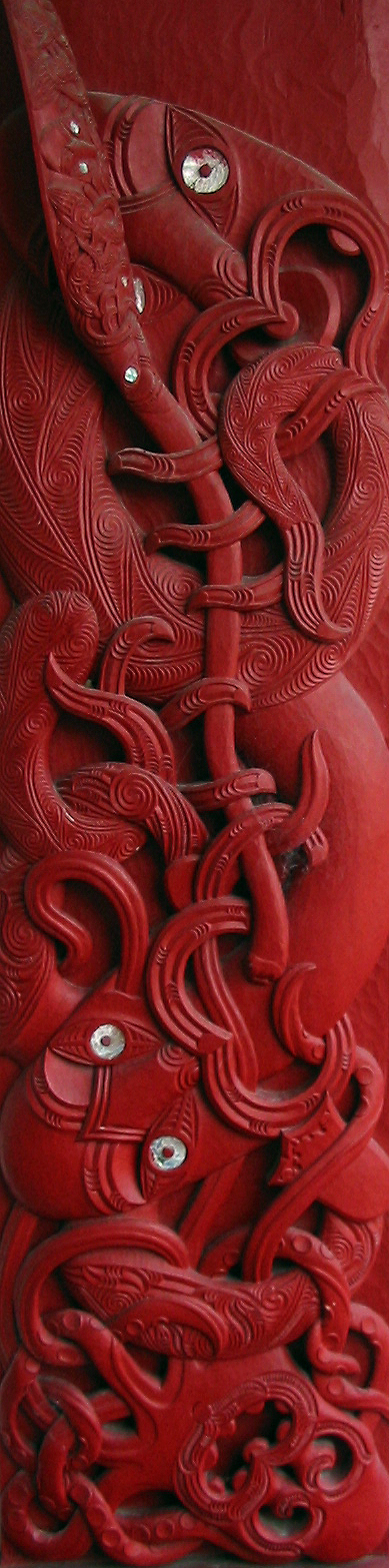
منحوتة خشبية تعود لأواخر القرن العشرين تظهر كوبي يحارب وحشين من البحر.

يتكون فن الماوري المرئي في المقام الأول من أربعة أشكال: النحت، والوشم (تا موكو)، والنسيج، والرسم. كان من النادر أن يكون أي من هذه الفنون محض أشكال زخرفية، حيث كان الفن الماوري التقليدي روحيًا للغاية، وقد نقل معلومات حول الأمور الروحية في مجتمع ما قبل القراءة والكتابة، وأيضًا حول موضوع النسب، وغيرها من الموضوعات المهمة ثقافيًا. نظمت قواعد التابوهات خلق الفنون. تباينت الأنماط من منطقة إلى أخرى: فالأسلوب الذي يُنظر إليه الآن في بعض الأحيان على أنه «نموذجي» نشأ في الواقع من تي أراوا، الذين حافظوا على استمرارية قوية في تقاليدهم الفنية، ويرجع ذلك جزئيًا إلى الانخراط المبكر في النشاط السياحي. كانت معظم فنون الماوري التقليدية محورة بدرجة كبيرة، وعرضت أشكالًا من الزخارف مثل اللولب والشيفرون والكورو. هيمنت ألوان الأسود والأبيض والأحمر.

### النحت
كان النحت يمارَس في ثلاثة وسائط: الخشب والعظام والحجر. يُعتبر جدليًا أن تا موكو كان شكلًا آخر من أشكال النحت. استُخدِمَت المنحوتات الخشبية لتزيين المنازل، ودعائم السياج، والحاويات، والتياها (أسلحة خاصة بالماوري)، وأشياء أخرى. كان النوع الأكثر شعبية من الأحجار المستخدمة في النحت هو البونامو (الحجر الأخضر)، وهو شكل من أشكال اليشم، لكن الأنواع الأخرى كانت تستخدم أيضًا، خاصة في الجزيرة الشمالية، حيث لم يكن البونامو متاحًا على نطاق واسع. استُخدم كل من الحجر والعظام لصناعة الحُلي مثل هاي-تيكي. صُنِعَت في بعض الأحيان نقوش حجرية كبيرة الحجم. أتاح إدخال الأدوات المعدنية من قبل الأوروبيين مزيدًا من التعقيد والدقة، وتسبب في أن تكون السنانير الحجرية والعظمية وغيرها من الأدوات زخرفية بحتة. كان النحت تقليديًا نشاط تابو يمارسه الرجال فقط.

### تا موكو
تا موكو هو فن الوشم الماوري التقليدي الذي كان يُمارس باستخدام إزميل. وشم الرجال على أجزاء كثيرة من أجسادهم، بما في ذلك الوجوه والأرداف والفخذين. عادة ما كانت توشم المرأة فقط على الشفاه والذقن. أعرب تا موكو عن نسب الفرد. تراجع الفن في القرن التاسع عشر بعد إدخال المسيحية، لكنه شهد إحياءًا في العقود الأخيرة. على الرغم من أن فن موكو الحديث يُستخدم فيه أساليب تقليدية، إلا أن معظمه يُنَفَّذ باستخدام معدات حديثة. تعد أجزاء الجسم مثل الذراعين والساقين والظهر من الأماكن الشهيرة لموكو الحديث، على الرغم من أن البعض يكون على الوجه.

### النسيج
استُخدِمَ النسيج لصناعة العديد من الأشياء، بما في ذلك ألواح الجدران في بيوت الاجتماعات والمباني الهامة الأخرى، وكذلك الملابس والحقائب (كيتي). في حين أن العديد من هذه الأعمال كانت وظيفية فحسب، كان البعض الآخر عبارة عن أعمال فنية حقيقة استغرقت مئات الساعات لإكمالها، وغالبًا ما قُدِمَّت كهدايا لأشخاص مهمين. كانت بعض العباءات، على وجه الخصوص، مزينة بالريش، وكانت علامة على زعيم مهم. في عصر ما قبل أوروبا، كانت الوسيلة الرئيسية للنسيج هي الكتان، ولكن بعد وصول قطن الأوروبيين، استُخدِمَ الصوف والأقمشة الأخرى أيضًا، لاسيما في الملابس. انقراض وتعريض العديد من الطيور النيوزيلندية للانقراض جعل العباءة المزينة بالريش صعبة إنتاجه. كانت النساء في المقام الأول من يقمن بعمليات النسيج.

### الرسم
على الرغم من أن أقدم أشكال الفن الماوري هي الرسوم الصخرية، إلا أنه في الفن الماوري «الكلاسيكي»، لم يكن الرسم شكلًا فنيًا مهمًا. كان يُستخدم بشكل رئيسي كزينة ثانوية في بيوت الاجتماعات، بأشكال محورة مثل الكورو. تسبب الأوروبيون في انتقاء الماوري لأسلوبهم الفني التشخيصي، وفي القرن التاسع عشر، بدأت صور أقل تحويرًا للناس والنباتات في الظهور على جدران بيوت الاجتماعات بدلًا من المنحوتات التقليدية والألواح المنسوجة. أتاح إدخال الطلاءات الأوروبية أيضًا إمكانية ازدهار الرسم التقليدي، حيث أمكن إنتاج ألوان أكثر سطوعًا وتميزًا.

## وصلات خارجية
- الفن والتصوير الفوتوغرافي - متحف نيوزيلندا تي بابا تونغاريوا (بالإنجليزية)
- تاريخ فن الرسم في نيوزيلندا (بالإنجليزية)